# Faust Again
Faust Again– polska grupa wykonująca metalcore.

## Historia
Grupa Faust Again została założona w Grudziądzu i istniała w latach 1999-2013. W 2003 zespół podpisał umowę z niemiecką wytwórnią płytową Circulation Records i w maju wydał swój debiutancki album Seizing Our Souls. Album zebrał wiele pochlebnych recenzji w pismach i internetowych portalach muzycznych. W lutym 2005 formacja zadebiutowała w programie TVP „Poza kontrolą”. 16 stycznia 2006 Faust Again wydał drugi album pt.: Hope Against Hope. Prace nad nim trwały od czerwca 2005, za miksowanie odpowiadał Patrick W. Engel ze studia Rape Of Harmonies w Triptis. 22 maja 2009, nakładem niemieckiej wytwórni Bastardized Recordings, ukazała się kolejna płyta Faust Again: The Trial. W 2012 grupa związała się kontraktem z niemiecką wytwórnią Noizgate Records, nakładem której w 2013 ukazał się czwarty album studyjny grupy, pt. Illusions. W 2013 grupa samorozwiązała się. 29 września 2013 odbył się pożegnalny koncert zespołu.

## Dyskografia
- DIY Demo 2001 (2001)
- Seizing Our Souls (2003)[6]
- The Regional Alliance Split (2005)[7]
- Hope Against Hope (2006)[8]
- The Trial (2009)[9]
- Enfant Terrible EP (2012)
- Illusions (2013)[10]

## Muzycy
Ostatni skład
- Aleksander Data – gitara rytmiczna
- Wojciech Warnke – gitara prowadząca
- Marcin Woźniak – gitara basowa
- Marcin Pałecki – perkusja[11]
- Marcin Pyszora –  wokal
- Marcin Tuliszkiewicz – gitara prowadząca i rytmiczna

Wcześniejsi członkowie
- Adrian Klementowski – gitara basowa
- Mariusz Szczepański – perkusja